# 瓦莱莫索
瓦莱莫索（義大利語：Valle Mosso），曾是意大利比耶拉省的一个市镇。总面积8.9平方公里，人口3701人，人口密度415.8人/平方公里（2009年）。ISTAT代码为096073。
2019年1月1日，瓦莱莫索与其它三个市镇一起合并为新的瓦尔迪拉纳市镇。